# Население КНДР

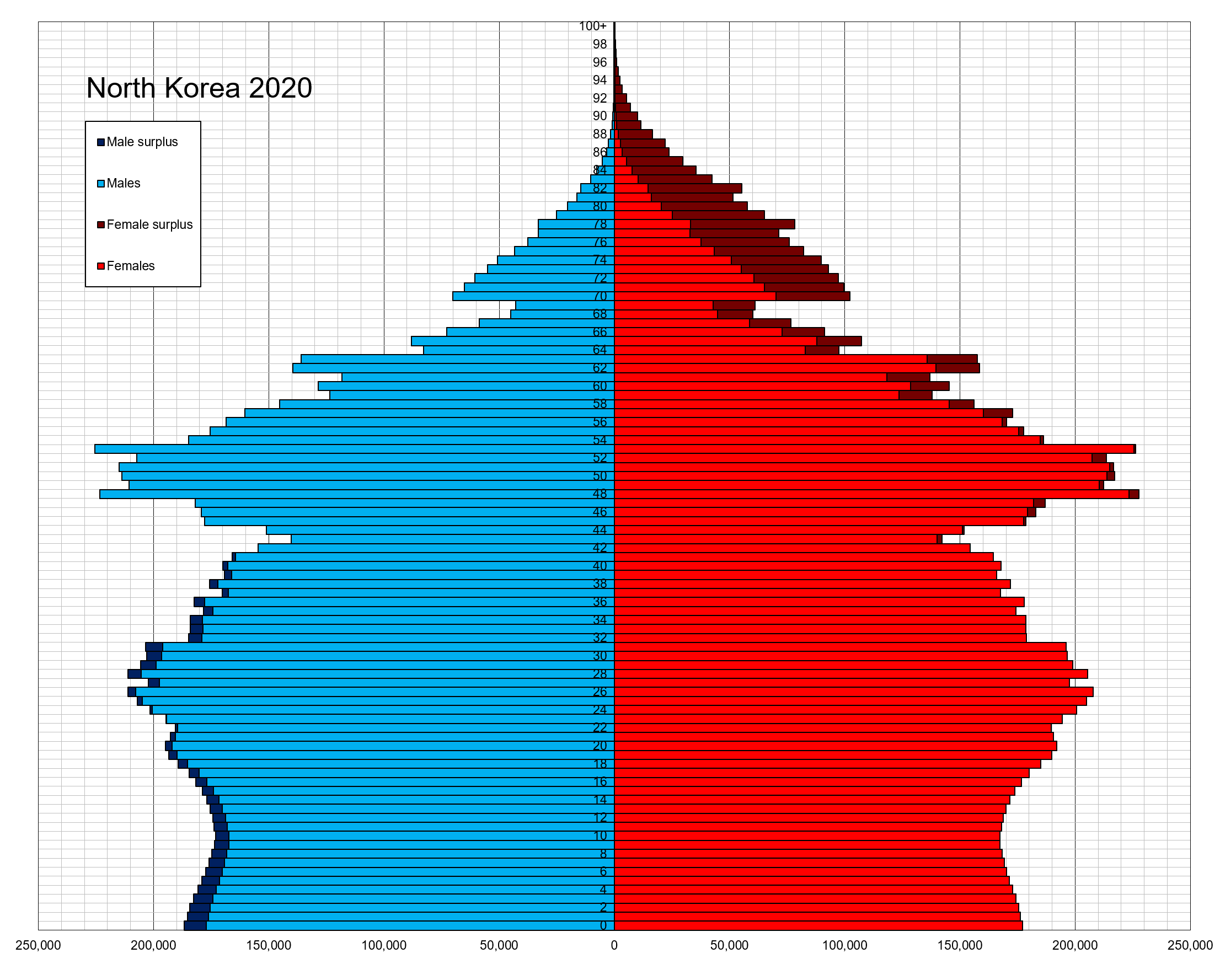
Возрастно-половая пирамида населения КНДР на 2020 год.

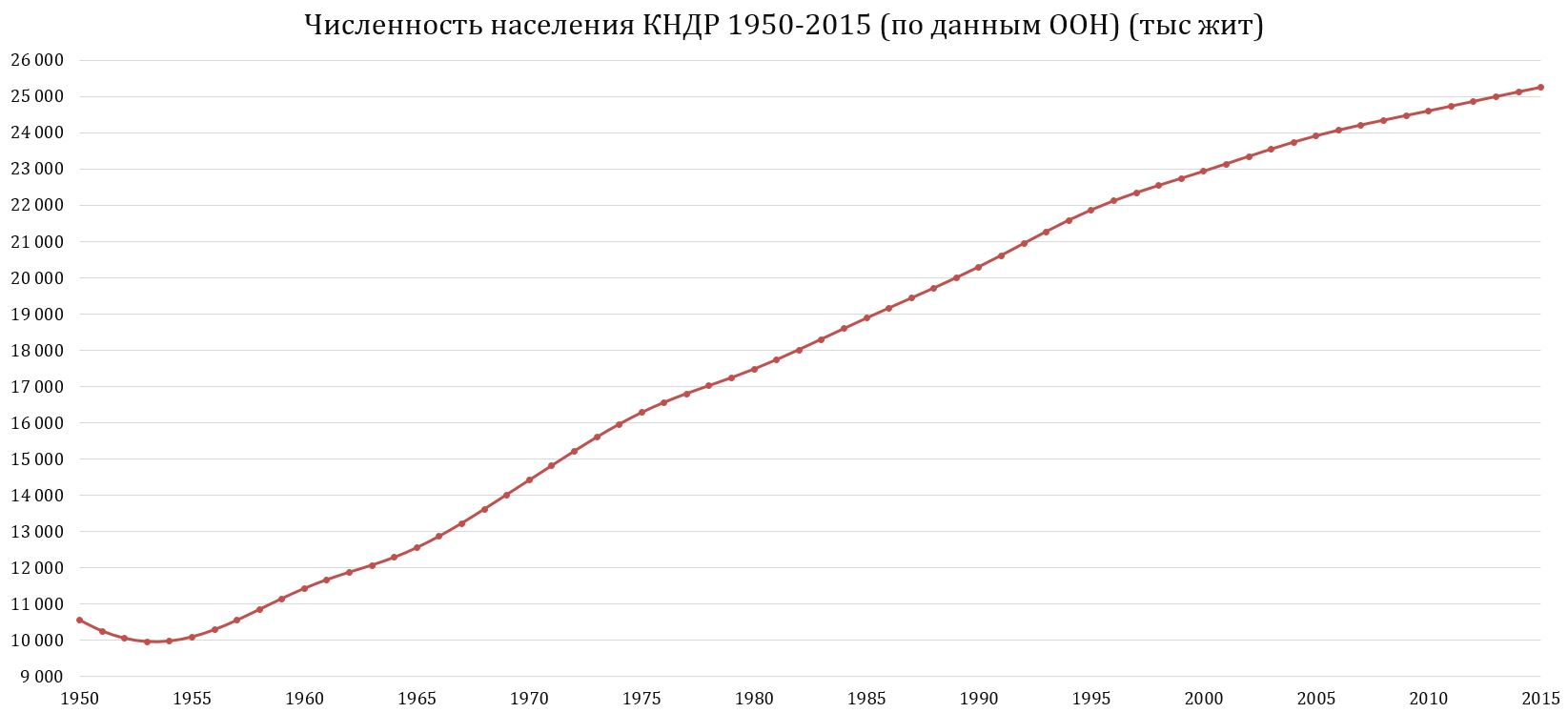
Численность населения КНДР 1950—2015 гг.

Динамика численности населения Кореи, Республики Корея и КНДР 1910—2015 гг.

По оценке Департамента по экономическим и социальным вопросам ООН, численность населения КНДР по состоянию на конец 2022 года составляло около 26,1 миллиона человек.

## Переписи населения
Последняя перепись населения в КНДР проводилась с 1-15 октября 2008 года, предыдущая была только 31 декабря 1993 года. Население на 1 октября 2008 составило 24 052 231 жителя, 11 721 838 мужчин, и 12 330 393 женщины.
|                      | 1993       | 2008       |
| -------------------- | ---------- | ---------- |
| Всё население        | 21 213 378 | 24 052 231 |
| Мужчин               | 10 329 699 | 11 721 838 |
| Женщин               | 10 883 679 | 12 330 393 |
| Мужчин на 100 женщин | 94,91      | 95,06      |

| 1950        | 1955        | 1960        | 1965        |
| ----------- | ----------- | ----------- | ----------- |
| 10 549,472  | ↘10 086,991 | ↗11 424,176 | ↗12 547,525 |
| 1970        | 1975        | 1980        | 1985        |
| ↗14 410,400 | ↗16 274,740 | ↗17 472,140 | ↗18 877,238 |
| 1990        | 1995        | 2000        | 2005        |
| ↗20 293,054 | ↗21 862,299 | ↗22 929,075 | ↗23 904,167 |
| 2010        | 2015        | 2020        |             |
| ↗24 591,599 | ↗25 243,917 | ↗25 778,816 |             |

## Демографические показатели

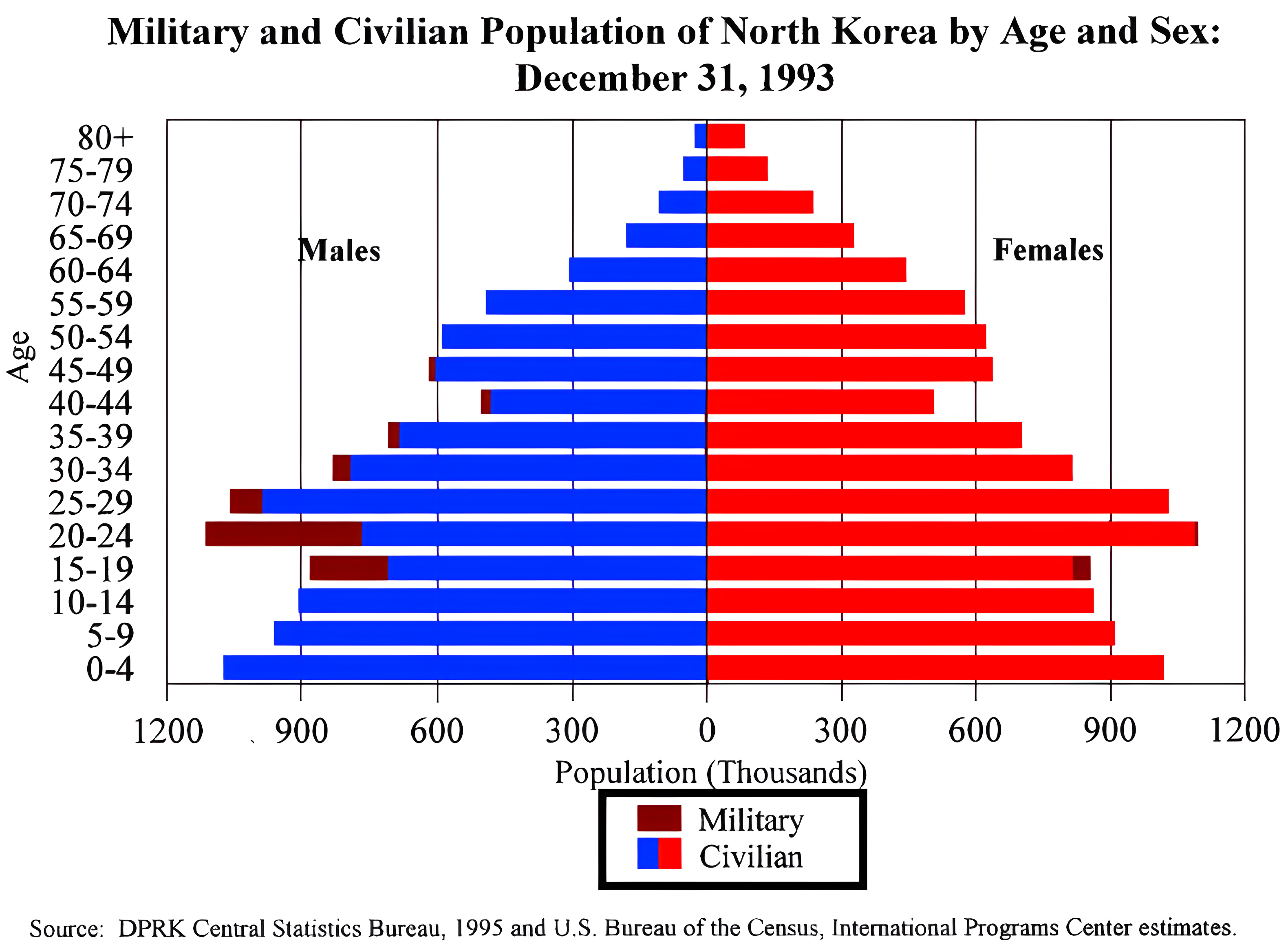
Поло-возрастная структура КНДР 31.12.1993

| Годы         | Население  | Рождаемость, ‰ | Смертность, ‰ | Естественный прирост, ‰ | СКР   |
| ------------ | ---------- | -------------- | ------------- | ----------------------- | ----- |
| 1970         |            | 44,7           |               |                         |       |
| 1975         |            | 25,9           |               |                         |       |
| 1980         |            | 22,0           |               |                         |       |
| 1986         | 19 100 000 |                |               |                         |       |
| 1987**       | 19 346 000 |                |               |                         |       |
| 1993**       | 20 522 351 |                |               |                         |       |
| 1993.VII     | 21 066 946 |                |               |                         |       |
| 1993.XII     | 21 213 378 | 20,1           | 6,1           | 14,0                    | 2,165 |
| 1997.VII     | 22 000 000 |                |               |                         |       |
| 2008         | 24 052 231 | 14,37          | 9,01          | 5,36                    | 2,01  |
| 2014         | 24 900 000 |                |               |                         | 1,91  |
| 2050 Прогноз |            |                |               |                         | 1,7   |

## Этнический и религиозный состав
КНДР — моноэтническое государство. Корейцы составляют около 99 % населения страны. В КНДР проживают также немногочисленные общины китайцев (от 50 000 до 175 000 человек). Также проживают монголы (более 7000 человек), русские (до 5000 человек), японцы.
Основной язык — корейский. Преимущественные религии: традиционно — буддизм и конфуцианство, менее распространено также христианство. Самостоятельная религиозная деятельность в стране запрещена, тем не менее, правительство держит под контролем несколько религиозных групп.

## Статистические данные
Оценки Книги фактов ЦРУ США:
Возрастная структура:
- 0-14 лет: 22,4 % (мужчины 2 766 006; женщины 2 700 378)
- 15-64 лет: 68,6 % (мужчины 8 345 737; женщины 8 423 482)
- 65 лет и старше: 9,1 % (мужчины 738 693; женщины 1 483 196) (2011, оценка)

Рост населения: 0,535 % (2011, оценка)
Рождаемость: 14,51 новорождённых/1000 населения (2012, оценка)

Смертность: 9,12 смертей/1000 населения (2012, оценка)

Эмиграция: −0,04 эмигрантов/1000 населения (2012, оценка)
Соотношение полов: 

- при рождении: 1,05 мужчин/женщин
- до 15 лет: 1,03 мужчин/женщин
- 15-64 лет: 0,99 мужчин/женщин
- 65 лет и старше: 0,51 мужчин/женщин
- всё население: 0,94 мужчин/женщин (2012, оценка)

Смертность новорождённых: 54 смерти/1000 новорождённых (2009)
Продолжительность жизни:
- всё население: 70 лет;
- мужчины: 67 лет;
- женщины: 74 года (2015[10])

Уровень рождаемости:
2,1 новорождённых на одну женщину (2006, оценка)
Грамотность:

критерий:
лица старше 15 лет, умеющих читать и писать на хангыле
- всё население: 99 %
- мужчины: 99 %
- женщины: 99 % (1990, оценка)

## История
Корейский полуостров изначально был населён представителями тунгусских народов, которые пришли сюда из северо-западной части Азии. Некоторые из этих племён заселили северный Китай (Маньчжурию).
Начиная с 1960-х годов КНДР прикладывала значительные усилия для привлечения иностранцев в страну, прежде всего технических специалистов из стран социалистического лагеря. Кроме того, с 1960-х до конца 1980-х годов в северокорейских вузах (в основном в Университете им. Ким Ир Сена) училось много студентов из Восточной Европы, Сомали, Анголы и Вьетнама. Сегодня в КНДР (главным образом в районе Пхеньяна) проживают иностранные граждане в основном из России, Восточной Европы и Вьетнама.

## Три слоя населения КНДР
В соответствии с системой «сонбун» (кор. 성분) все население КНДР поделено на три слоя: «основной», «колеблющийся» и «враждебный». Принадлежность к тому или иному слою определяется по социальному происхождению и роду деятельности в период японского господства и Корейской войны и наследуется по мужской линии. Члены ТПК (Трудовая партия Кореи) автоматически относятся к «основному» слою, лица, исключенные из политической партии — к «враждебному». Репатрианты из Китая и Японии относятся к «враждебному» слою.
Лица, отнесённые к «враждебному» слою, в частности, не могут служить в армии, вступить в ТПК и поступить в большинство вузов.
В то же время, до 1990-х годов принадлежность к тому или иному слою (за исключением номенклатуры) не влияла на размер продовольственного пайка.
В соответствии с постановлением «О дальнейшем усилении работы с различными слоями и группами населения», принятым восьмым пленумом ЦК ТПК четвёртого созыва в конце февраля 1964 года, была проведена существенная детализация категорий населения, в соответствии с которой в каждом слое были выделены отдельные группы (всего 51). Работа эта проводилась в 1964—1969 годах силами так называемых «групп 620», специально сформированных для этой цели. Эта деятельность, по сведениям Андрея Ланькова, сопровождалась высылками, арестами и казнями врагов режима (как реальных, так и потенциальных или просто выдуманных).
Оценить хотя бы приблизительную численность даже слоёв, не говоря об отдельных группах, практически невозможно.